# Vuelo 808 de American International Airways
El vuelo 808 de American International Airways fue un vuelo de carga operado por American International Airways (ahora Kalitta Air) que se estrelló el 18 de agosto de 1993 al intentar aterrizar en el Aeródromo Leeward Point de la Base Naval de la Bahía de Guantánamo, Cuba. Los tres tripulantes a bordo sobrevivieron con heridas graves.

## Aeronave y tripulación

### Aeronave
El avión utilizado era un Douglas DC-8-61F de 23 años y 7 meses de antigüedad, que se entregó por primera vez a Japan Airlines como un avión de pasajeros. Después de su ensamblaje final en la planta de McDonnell Douglas en Long Beach, California en febrero de 1970, fue operado allí con el nombre de matrícula JA8042 y lo llamaron "Biwa". En noviembre de 1986, United Aviation Services (UAS) se hizo cargo de la aeronave en los Estados Unidos. Luego, la empresa de arrendamiento puso el avión a disposición de Trans International Airlines, la cual se le alquiló a Air Algérie, que la tuvo de julio a septiembre de 1987. Desde octubre de 1989, el avión fue arrendado a Trans Continental Airlines. En 1991, la devolución del arrendamiento se convirtió en un avión de carga y se alquiló a American International Airways desde el 1 de diciembre de 1991. En mayo de 1993, la aerolínea compró el avión con el nombre de matrícula N814CK. La aeronave tenía el número de serie del modelo 46127, era el 510.º Douglas DC-8 producido de forma continua. La aeronave había acumulado 43.947 horas de vuelo y 18.829 ciclos de vuelo en el momento del accidente. Estaba propulsada por cuatro motores Pratt & Whitney JT3D-3B.

### Tripulación
Al mando estaba el capitán James Chapo, de 54 años, quien se había incorporado a AIA el 11 de febrero de 1991 y había acumulado 20.727 horas de vuelo. Anteriormente, había volado para Eastern Air Lines de 1966 a 1991. Su copiloto era el primer oficial Thomas Curran, de 49 años, quien se unió a AIA el 3 de noviembre de 1992 y había acumulado 15.350 horas de vuelo. Anteriormente, había volado para Eastern Air Lines de 1968 a 1992 y sirvió en la Armada de los Estados Unidos de 1963 a 1968 durante la Guerra de Vietnam. El ingeniero de vuelo era David Richmond, de 35 años, quien también se unió a AIA el 11 de febrero de 1991 y había acumulado 5.085 horas de vuelo. Anteriormente, había volado para Trans Continental Airlines de 1980 a 1991.
La tripulación comenzó su último turno antes del accidente cerca de la medianoche del 17 de agosto, volando el N814CK desde el Aeropuerto Internacional de Dallas-Fort Worth al Aeropuerto Internacional Lambert en San Luis, Misuri, al Aeropuerto Willow Run en Ypsilanti, Míchigan, y al Aeropuerto Internacional Hartsfield-Jackson en Atlanta, Georgia. El vuelo a Atlanta debía ser el final del turno de la tripulación. El vuelo 808 estaba programado originalmente para una tripulación separada en Miami, Florida, con el N808CK, otro DC-8. Este se canceló después de que el N808CK sufriera problemas mecánicos, por lo que la tripulación del accidente tuvo que reprogramar su vuelo a Chambers Field en Norfolk, Virginia, para recoger y entregar la carga con destino a la Bahía de Guantánamo y regresar a Atlanta.

## Accidente
El avión despegó de la Base Naval de Norfolk Chambers, en Norfolk, Virginia, Estados Unidos a las 14:13 EST. Transportaba correo y alimentos perecederos a la Base Naval de la Bahía de Guantánamo, según el contrato de AIA con la Armada de los Estados Unidos.
El vuelo transcurrió sin incidentes hasta la llegada al área de control terminal de la Bahía de Guantánamo y durante la misma. La tripulación contactó por primera vez por radio con el control de tráfico aéreo a las 16:34. El controlador informó las instrucciones para la aproximación al aeropuerto y también indicó que la pista en uso sería la 10. La tripulación solicitó el cambio a la pista 28, lo cual el controlador aceptó y, posteriormente, emitió nuevas instrucciones de aterrizaje. Sin embargo, a las 16:42, la tripulación solicitó el cambio de la pista a la 10, lo cual el controlador también concedió.
El umbral de la pista 10 estaba a solo un kilómetro de la frontera con Cuba, por lo que se requería una aproximación complicada desde el suroeste. Era importante no penetrar el espacio aéreo cubano en la aproximación, ya que de lo contrario se corría el riesgo de ser derribado. La línea fronteriza estaba marcada por una baliza al nivel de la pista.
En la aproximación para el aterrizaje, la tripulación estuvo pendiente de la baliza. El piloto hizo un giro cerrado a la derecha mientras se buscaba la baliza. El primer oficial y el ingeniero de vuelo expresaron su preocupación por la aproximación al preguntarle al capitán si creía que realmente podrían acercarse. El capitán le aseguró que no tenía dudas al respecto. Los tres miembros de la tripulación estaban atentos a la baliza. Mientras que el capitán repitió un total de cinco veces que no podía ver la baliza, el primer oficial y el ingeniero de vuelo señalaron un destello que pensaron que era la baliza. Mientras el capitán estaba pendiente con ver la baliza, voló cada vez más cerca de la curva e inclinó el avión cada vez más hacia la izquierda. El avión había comenzado el viraje demasiado tarde, lo que le obligó a inclinarse más para alinearse con la pista. Un piloto de un Lockheed C-130 en la rampa del aeropuerto declaró: «Me pareció que estaba virando a la posición final bastante tarde, así que me sorprendió verlo con un ángulo de inclinación de 30 a 40 grados (AOB) intentando alcanzar la posición final. A 400 pies (121,9 m) sobre el nivel del suelo, aumentó el AOB a al menos 60 grados para intentar llegar a la pista y aún así sobrepasarse».A una altura de 200-300 pies (61,0-91,4 m) sobre el nivel del suelo, el ala derecha entró en pérdida. El morro se inclinó hacia abajo mientras las alas giraban hacia 90 grados y, a las 16:56, el avión impactó contra terreno nivelado a 1,400 pies (467 yd; 426,72 m) del final de la pista.El avión quedó destruido por el impacto y el incendio posterior, sin que se pudiera recuperar ninguna de su carga. La cabina se separó de los restos principales tras el impacto y rodó por el suelo, quedando invertida con los tres tripulantes vivos en el interior, aunque con heridas graves.Las labores de extinción de incendios comenzaron en cuestión de minutos, centrándose primero en los focos de incendio alrededor de la cabina y luego en el incendio de combustible y maleza de 14 hectáreas que le siguió. Se otorgó un permiso especial para que una aeronave médica sobrevolara el espacio aéreo cubano a fin de ahorrar tiempo en el traslado de la tripulación al hospital.

## Investigación
La Junta Nacional de Seguridad en el Transporte (NTSB) investigó el accidente. La grabadora de voz de la cabina reveló que la tripulación había decidido aterrizar en la pista 10 "...por si acaso, para ver qué tal..." y planeaba frustrar y aterrizar en la pista 28 si fallaban. Durante la aproximación a la pista 10, el controlador del tránsito aéreo indicó a la tripulación que permaneciera dentro del espacio aéreo designado por una luz estroboscópica instalada en la valla fronteriza con Cuba. Sin que el controlador lo supiera, esta luz estroboscópica estaba inoperante el día del accidente. El Capitán Chapo se obsesionó con localizar la luz estroboscópica, lo que le llevó a iniciar el viraje demasiado tarde y no pudo mantener la velocidad aerodinámica durante el pronunciado viraje a pesar de las advertencias de los demás tripulantes.
Tras estar de servicio desde la medianoche, el Capitán Chapo llevaba 23,5 horas despierto, el Primer Oficial Curran por 19 horas y el Ingeniero de Vuelo Richmond por 21 horas en el momento del accidente. Un análisis retrospectivo de los patrones de sueño de los tripulantes durante las 72 horas previas al accidente reveló que los tres habían acumulado una gran deuda de sueño debido a los largos turnos de trabajo. En los tres días previos al accidente, el Capitán Chapo durmió un total de 15 horas, el Primer Oficial Curran por 18 horas y el Ingeniero de Vuelo Richmond por 21,5 horas. La mayoría de los turnos de la tripulación se realizaban de noche, lo que les obligaba a intentar dormir durante el día, lo que alteraba su ritmo circadiano. Esto agravó los efectos de la fatiga en la tripulación; en particular, se observó que el capitán Chapo sufría varios síntomas, entre ellos un deterioro del juicio por su decisión de aterrizar en la pista 10, su fijación cognitiva al tratar de localizar la luz estroboscópica, la mala comunicación con su tripulación sobre la disminución de su velocidad aerodinámica y su lento tiempo de reacción para evitar y recuperarse de la entrada en pérdida.
La investigación del accidente también reveló que la tripulación, ya fatigada por la gran cantidad de sueño perdido y un turno extenso, no tuvo que aceptar los vuelos adicionales a Norfolk, Virginia y la Bahía de Guantánamo, pero lo hizo de todos modos por temor a perder su trabajo. Este descubrimiento llamó la atención sobre el hecho de que los entornos laborales tóxicos pueden tener consecuencias peligrosas.
La NTSB determinó que las causas probables fueron:

"El deterioro del juicio, la toma de decisiones y la capacidad de vuelo del capitán y la tripulación debido a los efectos de la fatiga; la incapacidad del capitán para evaluar adecuadamente las condiciones de aterrizaje y mantener una conciencia situacional vigilante del avión durante la maniobra de aproximación final; su incapacidad para prevenir la pérdida de velocidad aerodinámica y evitar una entrada en pérdida durante el viraje de inclinación pronunciada; y su incapacidad para tomar medidas inmediatas para recuperarse de una entrada en pérdida".

## Consecuencias
El vuelo 808 de AIA fue el primer accidente de aviación en el que se citó la fatiga del piloto como causa probable.La NTSB emitió una recomendación a la Administración Federal de Aviación para revisar y actualizar las regulaciones sobre la programación de la tripulación y los límites de tiempo de servicio para incorporar las últimas investigaciones sobre los efectos de la fatiga.
El Capitán Chapo sufrió lesiones en la espalda que le impidieron volver a los vuelos comerciales. Debido a la gravedad de sus lesiones, al Primer Oficial Curran se le tuvo que amputar la pierna derecha. Finalmente, recuperó su estatus de piloto y volvió a volar como capitán de un DC-8 en el AIA. En el año 2000, se convirtió en Investigador de Seguridad Aérea (Operaciones) de la NTSB y, posteriormente, trabajó como Inspector de Seguridad de la Administración Federal de Aviación (Gerente del Programa de Tripulaciones del Boeing 767) en la Oficina de Gestión de Certificados de Delta. El Ingeniero de Vuelo Richmond también logró recuperarse y regresar a los vuelos de carga, llegando a ser capitán de Frontier Airlines antes de jubilarse en 2018.
Además, en los años siguientes, se modificó la aproximación a la pista 10 para aumentar el espacio. Esto se realizó en cooperación con el gobierno cubano.

## Dramatización
Se presentó este accidente en la 19° temporada de la serie Mayday: catástrofes aéreas, del canal National Geographic en el episodio Tácticas Fronterizas.Y luego el accidente fue presentado en la subserie Mayday: Informe Especial, titulado «Aproximaciones negligentes».